# Bylina (botanika)

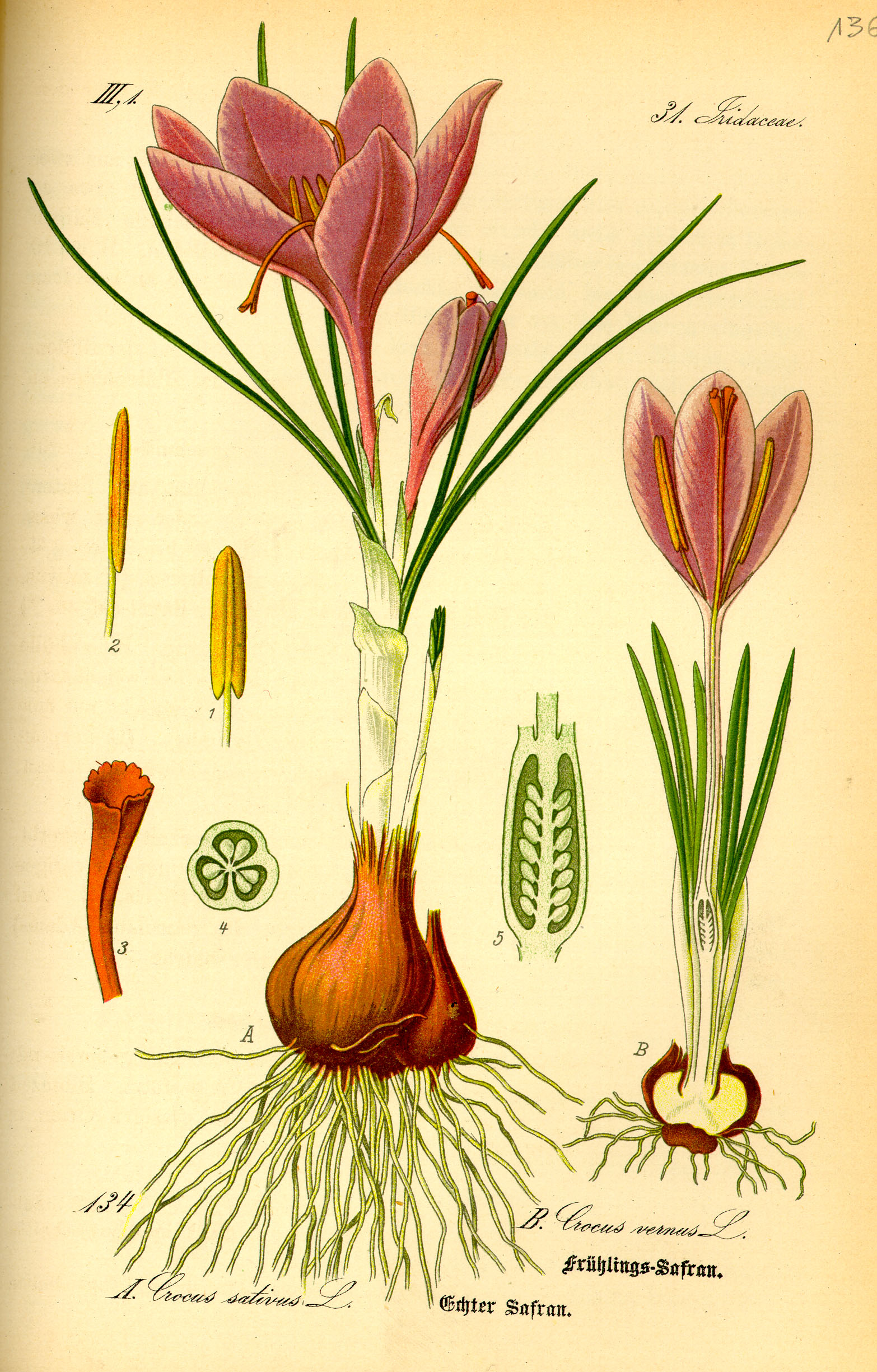
Krokus wiosenny, typowy przedstawiciel bylin-geofitów

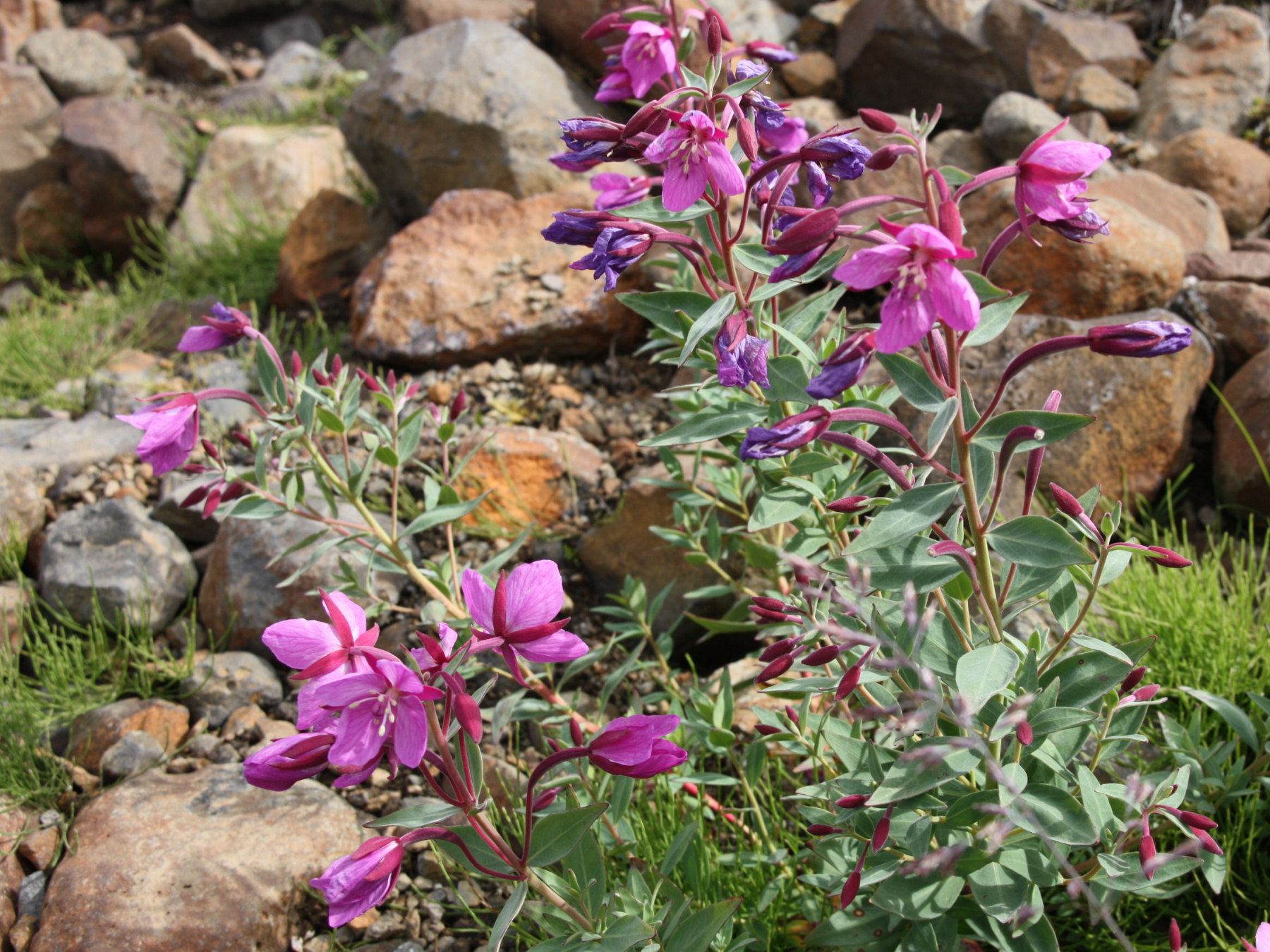
Wierzbówka arktyczna, przedstawiciel bylin

Bylina (łac. herba perennis) – roślina zielna żyjąca dłużej niż dwa lata, mająca niezdrewniałe części nadziemne, zwykle wielokrotnie wydająca nasiona bądź zarodniki (wyjątkiem są zakwitające raz hapaksanty). Byliny wraz z krzewinkami, krzewami i drzewami określane są mianem roślin wieloletnich.
W strefach klimatycznych, w których występują niekorzystne dla wegetacji okresy (np. zimy), byliny realizują różne strategie umożliwiające im przetrwanie. Do najbardziej znanych klasyfikacji form życiowych roślin należy ustalona przez duńskiego botanika Christiena Raunkiæra. Ze względu na położenie pąków w okresie niekorzystnym dla rozwoju względem powierzchni ziemi, wśród bylin wyróżnić można kryptofity, hemikryptofity i rzadko w naszej florze także chamefity.
U kryptofitów części nadziemne bylin corocznie obumierają zimą. Wiosną z pąków znajdujących się na podziemnych (lub podwodnych u hydrofitów) organach przetrwalnikowych (kłączach, bulwach, cebulach), zapasonośnych korzeniach wyrastają młode pędy, które zakwitają i wydają  nasiona (u roślin nasiennych), bądź zarodniki (u pozostałych).
Hemikryptofity zachowują pąki w czasie zimy ukryte w przyziemnej różyczce liściowej. Z kolei chamefity zachowują pąki na pędach tuż nad powierzchnią gruntu i zimę spędzają często pod śniegiem, a chronione są przed przemarznięciem przez warstwę ściółki, obumarłych i żywych liści.
Byliny są lepiej przystosowane do surowych warunków klimatycznych niż rośliny jednoroczne i dwuletnie.  W wysokich górach lub w tundrze wraz z zaostrzaniem się warunków klimatycznych wzrasta udział bylin we florze.
O ile w botanice termin bylina stosowany jest z reguły jedynie jako element charakterystyki roślin, o tyle w ogrodnictwie stanowi jedną z ważniejszych grup klasyfikacyjnych roślin ozdobnych. Z roślin sadowniczych najpopularniejszymi bylinami uprawianymi w Polsce są truskawka i poziomka natomiast na świecie banan i ananas.